# Villeurbanne
Villeurbanne je grad u regiji Rhône-Alpes u istočnoj Francuskoj. 
Nalazi se sjeveroistočno od Lyona, s kojima tvori srce drugog po veličini metropolitanskog područja u Francuskoj nakon Pariza. Villeurbanne je drugi po veličini grad u tome metropolskom području.

## Stanovništvo
Prema podacima iz 2006. godine grad je imao 139.596 stanovnika, dok je 1999. godine imao 
124.215 stanovnika.

## Poznate osobe
- Laure Manaudou, francuska plivačica
- Henri Cochet, francuski tenisač
- Mourad Benhamida, francuski nogometaš

## Gradovi prijatelji
Abanilla, Španjolska
 Mahilov, Bjelorusija
 Apovian, Armenija
 Kabarovsk, Rusija
 Bat Yam, Izrael

## Vanjske poveznice
- Službena stranica grada  Arhivirana inačica izvorne stranice od 19. srpnja 2011. (Wayback Machine)

|  | Zajednički poslužitelj ima još gradiva o temi Villeurbanne |